# Yvan Lachaud

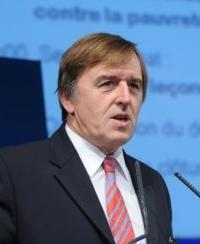
Yvan Lachaud (2008)

Yvan Lachaud (* 4. März 1954 in Nîmes) ist ein französischer Politiker. Er war von 2002 bis 2012 Abgeordneter der Nationalversammlung. Seit 2014 ist er Präsident des Gemeindeverbands Nîmes Métropole.

## Biographie
Lachaud ist von Beruf Mathematiklehrer und war ab 1988 Direktor einer Privatschule.
Als Mitglied der Union pour la démocratie française (UDF) zog er 1995 in den Stadtrat von Nîmes ein. Von 1997 bis 2007 war er Vorsitzender des UDF-Verbands im Département Gard. Von 1998 bis 2002 war er zudem Mitglied des Regionalrats von Languedoc-Roussillon. 2001 wurde er zum Stellvertreter von Jean-Paul Fournier, dem Bürgermeister von Nîmes. Bei den Parlamentswahlen 2002 trat er für die zentristische UDF an und zog ins Parlament ein. Bei der Spaltung der UDF im Jahr 2007 trat er dem Nouveau Centre bei, dessen Verband im Département Gard er seither leitet. Im selben Jahr wurde er als Abgeordneter wiedergewählt. Von Juni 2011 bis zum Ende der Legislaturperiode im Juni 2012 war er Fraktionsvorsitzender des Nouveau Centre in der Nationalversammlung.
Bei den Parlamentswahlen 2012 trat er erneut an, scheiterte im zweiten Wahlgang aber mit 34,3 % an der Sozialistin Françoise Dumas, die 41,9 % erreichte. Der Rechtsextreme Julien Sanchez erreichte 23,8 %, womit faktisch eine Mehrheit der Rechten existierte, die jedoch nicht zustande kam. Lachaud kritisierte diesen Zustand als Reaktion auf seine Niederlage. Im März 2014 wurde Lachaud als Nachfolger Jean-Paul Fourniers zum Präsidenten des Gemeindeverbands Nîmes Métropole gewählt, zu dem sich die Großstadt Nîmes und umliegende Gemeinden zusammengeschlossen haben. Seit Dezember 2016 ist er stellvertretender Vorsitzender von Les Centristes, Nachfolgepartei des Nouveau Centre. Im Juni 2017 trat er als stellvertretender Bürgermeister von Nîmes zurück, um Ämterhäufung zu vermeiden.